# Partido Nacionalista dos Trabalhadores
Partido Nacionalista dos Trabalhadores (PNT) foi um partido político brasileiro que disputou com registro provisório as eleições de 1990, presidido por João de Deus Barbosa de Jesus, e alguns dissidentes do PTB. Elegeu 1 deputado estadual no estado do Rio de Janeiro, Almir Rangel.
Extinto logo após as eleições, tentou reorganizar-se com a denominação de Partido Nacionalista dos Trabalhadores Brasileiros (PNTB). Em sua curta participação eleitoral, utilizou o 67 como número de registro.
| Partido Trabalhista Brasileiro (PTB) 1979–2023    | Partido Trabalhista Brasileiro (PTB) 1979–2023 | Partido Trabalhista Brasileiro (PTB) 1979–2023                        | Partido Trabalhista Brasileiro (PTB) 1979–2023 | Partido Trabalhista Brasileiro (PTB) 1979–2023  | Partido Trabalhista Brasileiro (PTB) 1979–2023 |
| Partido Trabalhista Brasileiro (PTB) 1979–2023    |                                                | Partido Socialista Agrário e Renovador Trabalhista (PASART) 1985–1992 |                                                | Partido Trabalhista do Brasil (PTdoB) 1989–2017 | Avante 2017–presente                           |
| Partido Trabalhista Brasileiro (PTB) 1979–2023    | Movimento Unidade Trabalhista                  |                                                                       |                                                | Partido Trabalhista do Brasil (PTdoB) 1989–2017 | Avante 2017–presente                           |
|                                                   |                                                | Partido Socialista Unido (PSU) 1990                                   |                                                | Partido Trabalhista do Brasil (PTdoB) 1989–2017 | Avante 2017–presente                           |
| Partido Nacionalista dos Trabalhadores (PNT) 1989 |                                                | Partido Nacionalista dos Trabalhadores Brasileiros (PNTB) 1989–1992   |                                                | Partido Trabalhista do Brasil (PTdoB) 1989–2017 | Avante 2017–presente                           |